# Азаров, Александр Трофимович
Александр Трофимович Азаров (укр. Олександр Трофімовіч Азаров; 25 сентября 1923, Варваровка, Украинская ССР, СССР — 24 февраля 2006, Харьков) — советский футболист, полузащитник. Позже — тренер. Участник Великой Отечественной войны.

## Карьера футболиста
Участник Великой Отечественной войны, за что был награждён в 1985 году орденом Отечественной войны II степени.
В 1948 году начал выступать за харьковский «Дзержинец» в Первой лиге СССР. В 1949 году стал игроком другого харьковского клуба — «Локомотив», который выступал в Высшей лиге СССР. По итогам турнира 1950 года «Локомотив» покинул элитный дивизион советского футбола. В 1952 году команда стала победителем Первой лиги и вернулась в Высший дивизион. Всего за «Локомотив» провёл более ста матчей. Завершив карьеру игрока в 1954 году.

## Тренерская карьера
По окончании карьеры футболиста перешёл на тренерскую работу. Работал в футбольной школе харьковского «Металлиста», где среди его воспитанников были Юрий Суслопаров, Владимир Линке и Николай Приз.

## Достижения
- Победитель Первой лиги СССР (1): 1952

## Статистика
| Сезон | Клуб                | Лига        | Чемпионат | Чемпионат | Кубок | Кубок |
| Сезон | Клуб                | Лига        | Игры      | Голы      | Игры  | Голы  |
| ----- | ------------------- | ----------- | --------- | --------- | ----- | ----- |
| 1948  | Дзержинец (Харьков) | Первая лига |           | 2         |       |       |
| 1949  | Локомотив (Харьков) | Высшая лига | 15        | 2         |       |       |
| 1950  | Локомотив (Харьков) | Высшая лига | 31        | 1         |       |       |
| 1951  | Локомотив (Харьков) | Первая лига | 32        | 2         | 2     | 0     |
| 1952  | Локомотив (Харьков) | Первая лига | 17        | 2         | 2     | 0     |
| 1953  | Локомотив (Харьков) | Высшая лига | 21        | 4         | 1     | 0     |
| 1954  | Локомотив (Харьков) | Высшая лига | 5         | 0         |       |       |